# Rageade
Rageade ist eine französische Gemeinde mit 99 Einwohnern (Stand 1. Januar 2022) im Département Cantal in der Region Auvergne-Rhône-Alpes. Sie gehört zum Kanton Neuvéglise-sur-Truyère und zum Arrondissement Saint-Flour. 
Sie grenzt im Norden an Celoux, im Nordosten an Ally, im Osten an Chazelles, im Südosten an Chastel, im Süden an Soulages und im Westen an Lastic.

## Bevölkerungsentwicklung
| Jahr                       | 1962 | 1968 | 1975 | 1982 | 1990 | 1999 | 2008 | 2017 |
| -------------------------- | ---- | ---- | ---- | ---- | ---- | ---- | ---- | ---- |
| Einwohner                  | 208  | 200  | 186  | 158  | 155  | 135  | 112  | 100  |
| Quellen: Cassini und INSEE |      |      |      |      |      |      |      |      |

## Sehenswürdigkeiten

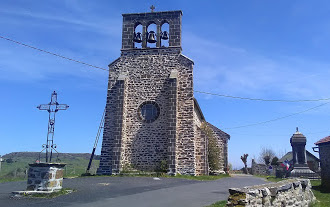
Kirche Saint-Pierre
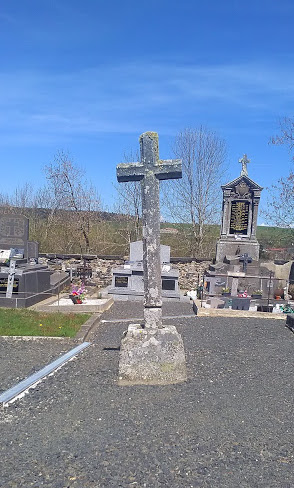
Friedhofskreuz und Gedenktafel

- Kirche Saint-Pierre
- Friedhofskreuz und Gedenktafel